# جزایر تروبریاند

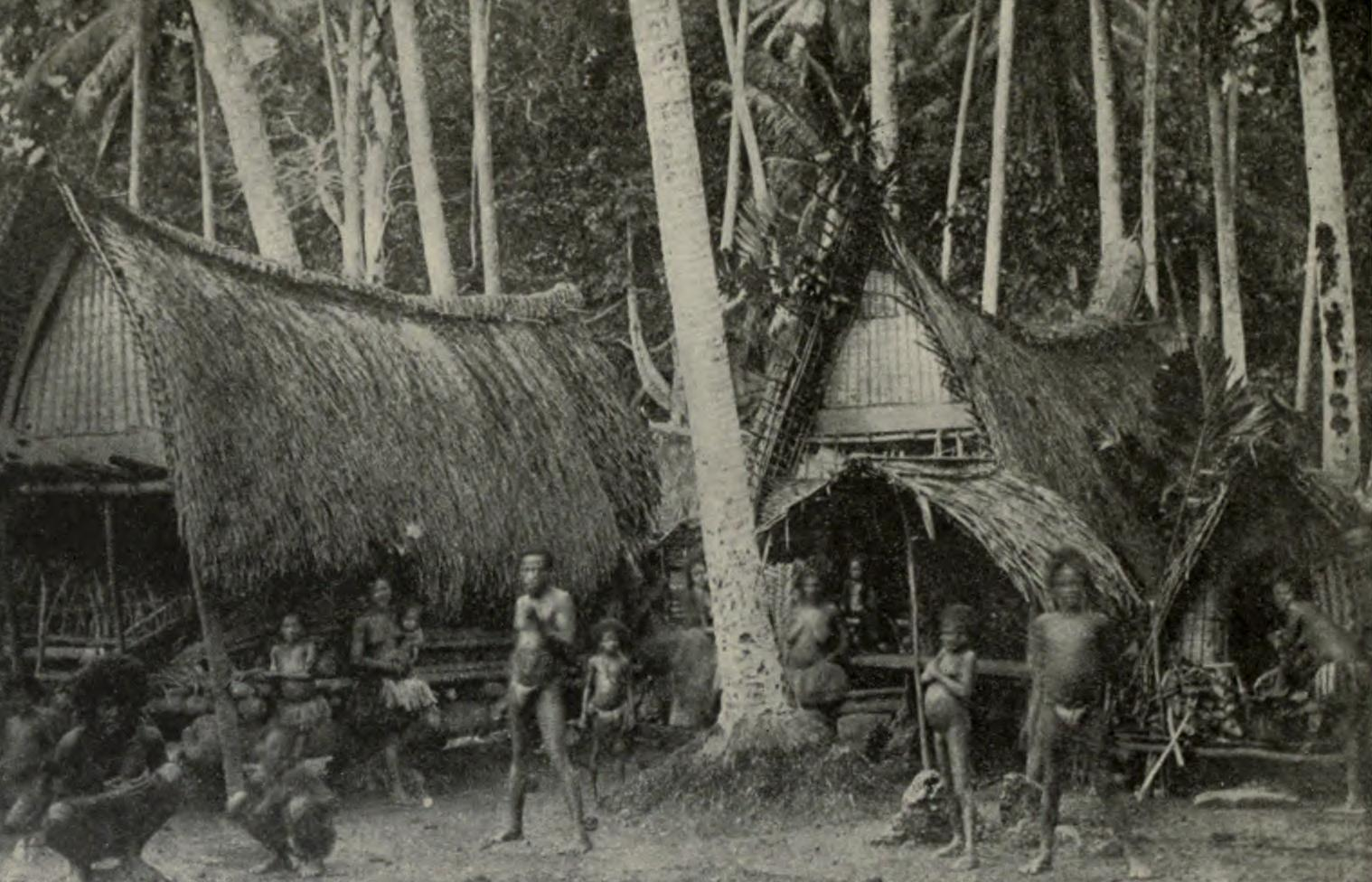
دهکده‌ای در کیریوینا، سال ۱۸۹۹

جزایر تروبریاند مجموعه جزایری مرجانی در غرب گینه نو به وسعت ۴۵ کیلومتر مربع است که بخشی از استان خلیج میلنه کشور پاپوا گینه نو محسوب می‌شود. کیریوینا بزرگترین و پرجمعیت‌ترین جزیره تروبریاند است. جمعیت این جزایر در ابتدای قرن بیستم حدود ۸ هزار نفر بود و در دهه ۱۹۹۰ به حدود بیست هزار نفر رسید.
اهالی جزایر تروبریاند به دلیل حفظ بسیاری از ساختارهای اجتماعی و فرهنگی باستانی خود شهرت دارند. اروپایی‌ها در سال ۱۷۹۳ برای اولین بار این جزایر را کشف کردند.برانیسلاو مالینوفسکی مردم‌شناس لهستانی در دوران جنگ جهانی اول چند سال در کنار بومیان این سرزمین زندگی کرد و چندین کتاب در مورد زندگی اجتماعی این مردم نوشت. وی سیستم مبادلات پایاپای پیچیده رایج در جزایر تروبریاند موسوم به کولا، جادوها، شیوه‌های باغداری و زندگی جنسی این مردم را تشریح کرد و بر اساس مشاهدات خود در این منطقه فرضیه فروید در مورد جهانشمول بودن عقده ادیپ و ارتباط میان عقده ادیپ و پیدایش فرهنگ در بشریت را زیر سؤال برد. مالینوفسکی اعتقاد داشت در تروبریاند و دیگر جوامع مادرتبار ملانزی هیچ نشانه‌ای از عقده ادیپ مشاهده نمی‌شود چراکه این عقده محصول ممنوعیت‌های گسترده جنسی است و جوامعی که محدودیت‌های جنسی حداقلی دارند فاقد این عقده هستند.

## زبان
زبان مردم این جزایر کیلیویلا نام دارد که چند گویش محلی با قابلیت فهم متقابل از آن وجود دارد. واژه‌های انگلیسی زیادی وارد زبان این مردم شده است. زبان انگلیسی در مدارس تدریس می‌شود اما بسیاری از بچه‌ها به مدرسه نمی‌روند. تعداد کمی از مردم هم به زبان‌های توک پیسین و موتو که از زبان‌های رایج در سرزمین اصلی گینه نو است تسلط دارند.

## اقتصاد
یام محصول کشاورزی اصلی در جزایر تروبریاند است که این مردم مهارت زیادی در کشت آن دارند. تارو، سیب‌زمینی شیرین، موز، نیشکر، و سبزیجات از دیگر محصولاتی است که تروبریاندی‌ها پرورش می‌دهند. پرورش خوک و مرغ در سطح کمی انجام می‌شود و منبع پروتئینی اصلی ماهی است. تقریباً حیوان قابل شکاری وجود ندارد بجز پرنده‌هایی که گهگاه شکار می‌شوند اما بچه‌ها به شکار قورباغه، لارو حشرات و حلزون‌ها می‌روند.